# Anaya de Alba
Anaya de Alba – gmina w Hiszpanii, w prowincji Salamanka, w Kastylii i León, o powierzchni 37,04 km². W 2011 roku gmina liczyła 228 mieszkańców.